# US Lecce
Unione Sportiva Lecce talijanski je nogometni klub iz Leccea, koji se trenutačno natječe u Serie A.

## Povijest
Klub je osnovan kao Sporting Club Lecce 1908. godine, a sadašnje ime nosi od 1927. U najvišem razredu talijanskog nogometa, po prvi put su nastupili u sezone 1985./86., te su od tada nekoliko puta ispadali u Serie B, i opet se vraćali u Serie A. Najveći uspjesi su tri naslova prvaka Serie C, te jedan Serie B. Svoje domaće utakmice igraju na stadionu Via del mare, te nastupaju u crveno-žutim dresovima.

## Naslovi

### Domaći
- Serie B

- prvak (2): 2009./10., 2021./22.

- Serie C

- prvak (4): 1945./46., 1975./76., 1995./96., 2017./18.

- Coppa Italia Serie C

- prvak (1): 1975./76.

### Međunarodni
- Anglo-talijanski kup

- prvak (1): 1976./77 .

## Poznati igrači
- Sergio Brio
- Franco Causio
- Pedro Pasculli
- Sergej Alejnikov
- Mazinho
- Saša Bjelanović
- Davor Vugrinec
- Nenad Sakić
- Mirko Vučinić
- Sebastjan Cimirotič

## Vanjske poveznice
- Službena stranica (tal.)